# Žinkovy
Žinkovy är en köping i Tjeckien.   Den ligger i regionen Plzeň, i den västra delen av landet, 90 km sydväst om huvudstaden Prag. Žinkovy ligger 463 meter över havet och antalet invånare är 909.
Terrängen runt Žinkovy är platt åt nordväst, men åt sydost är den kuperad. Runt Žinkovy är det ganska glesbefolkat, med 23 invånare per kvadratkilometer. Närmaste större samhälle är Klatovy, 17,1 km sydväst om Žinkovy. Omgivningarna runt Žinkovy är en mosaik av jordbruksmark och naturlig växtlighet.